# Metacatharsius basilewskyi
Metacatharsius basilewskyi là một loài bọ cánh cứng trong họ Bọ hung (Scarabaeidae).